# Могутовська сільська рада
Могу́товська сільська рада (рос. Могутовский сельский совет) — сільське поселення у складі Бузулуцького району Оренбурзької області Росії.
Адміністративний центр — село Могутово.

## Населення
Населення — 484 особи (2019; 615 в 2010, 915 у 2002).

## Склад
До складу сільської ради входять:
| Населений пункт  | Населення, осіб (2002) | Населення, осіб (2010) |
| ---------------- | ---------------------- | ---------------------- |
| Могутово, село   | 689                    | 494                    |
| Ржавець, селище  | 112                    | 51                     |
| Стрілиця, селище | 20                     | 10                     |
| Черталик, селище | 94                     | 60                     |